# 外交問題評議会
外交問題評議会（がいこうもんだいひょうぎかい、Council on Foreign Relations, 略称はCFR）は、アメリカ合衆国のシンクタンクを含む超党派組織。
1921年に設立され、外交問題・世界情勢を分析・研究する非営利の会員制組織であり、アメリカの対外政策決定に対して著しい影響力を持つと言われている。超党派の組織であり、外交誌『フォーリン・アフェアーズ』の刊行などで知られる。本部所在地はニューヨーク。会員はアメリカ政府関係者、公的機関、議会、国際金融機関、大企業、大学、コンサルティング・ファーム等に多数存在する。
評議会員の主張の多くは、外交問題評議会の「凝縮された政策提言」への叩き台に使われるケースが多いとする意見がある。また、『フォーリン・アフェアーズ』には米国の重要な外交案件が示されるとする意見がある。

## 概要

### 設立

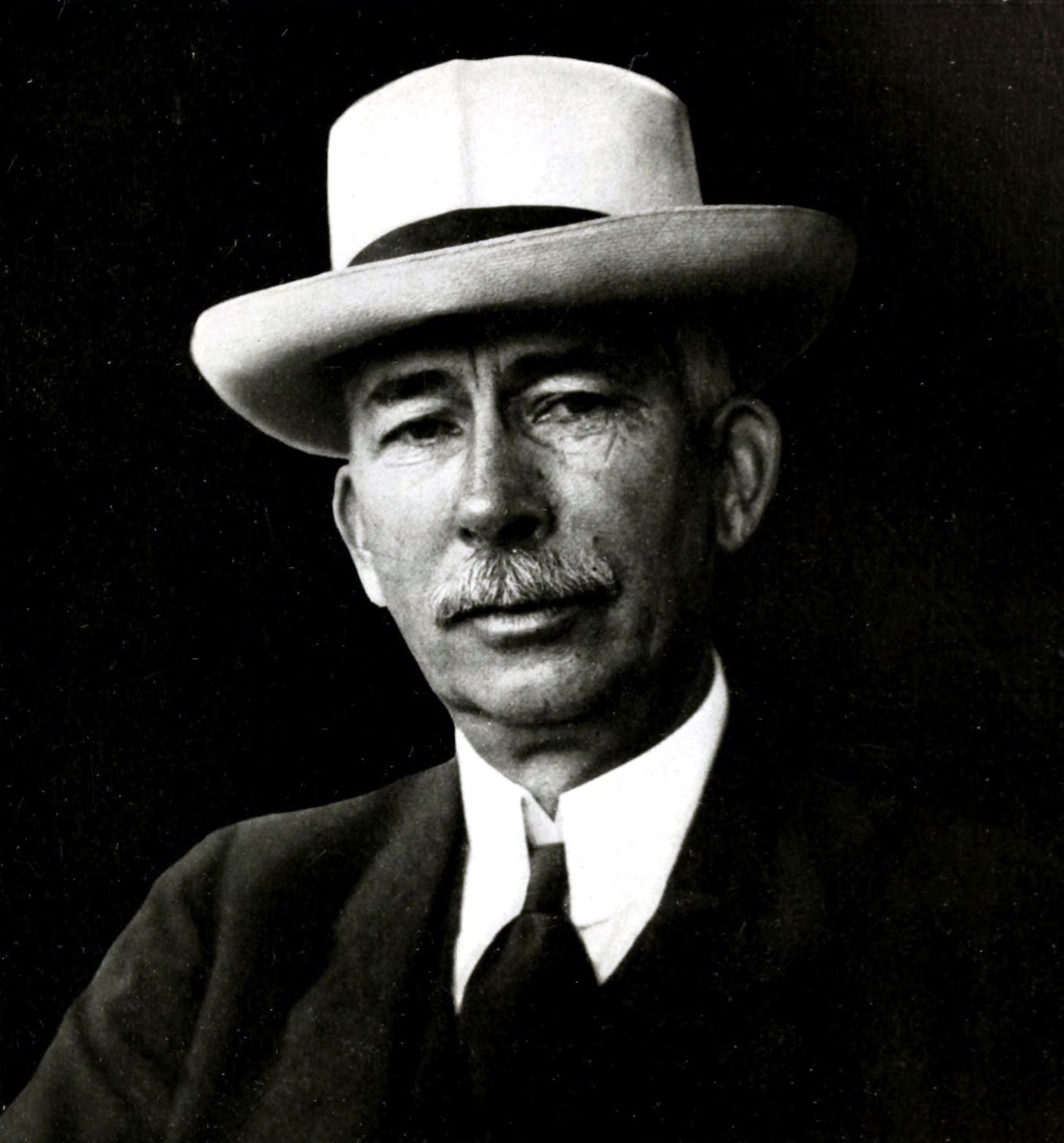
「インクワイアリー」を主宰したエドワード・マンデル・ハウス

外交問題評議会の起源は、ウッドロウ・ウィルソン大統領の外交ブレーンだったエドワード・マンデル・ハウス大佐が主宰した「インクワイアリー（The Inquiry、大調査）」グループに求められる。同グループは1917年から1918年にかけて第一次世界大戦後の戦後国際秩序を検討するため、国務省とは別個に招集された知識人グループであり、ウォルター・リップマンが参加したことでも知られる。
「インクワイアリー」はその一部がパリ講和会議にも随員として加わり、講和会議に参加していた英国の外交官、研究者らと意気投合した。米英両国の人士は1919年5月30日、講和実現後もその知的交流を継続させるため米英両国共同の国際問題研究機関を設置し、ニューヨークとロンドンにそれぞれの支部を設置することで同意した。

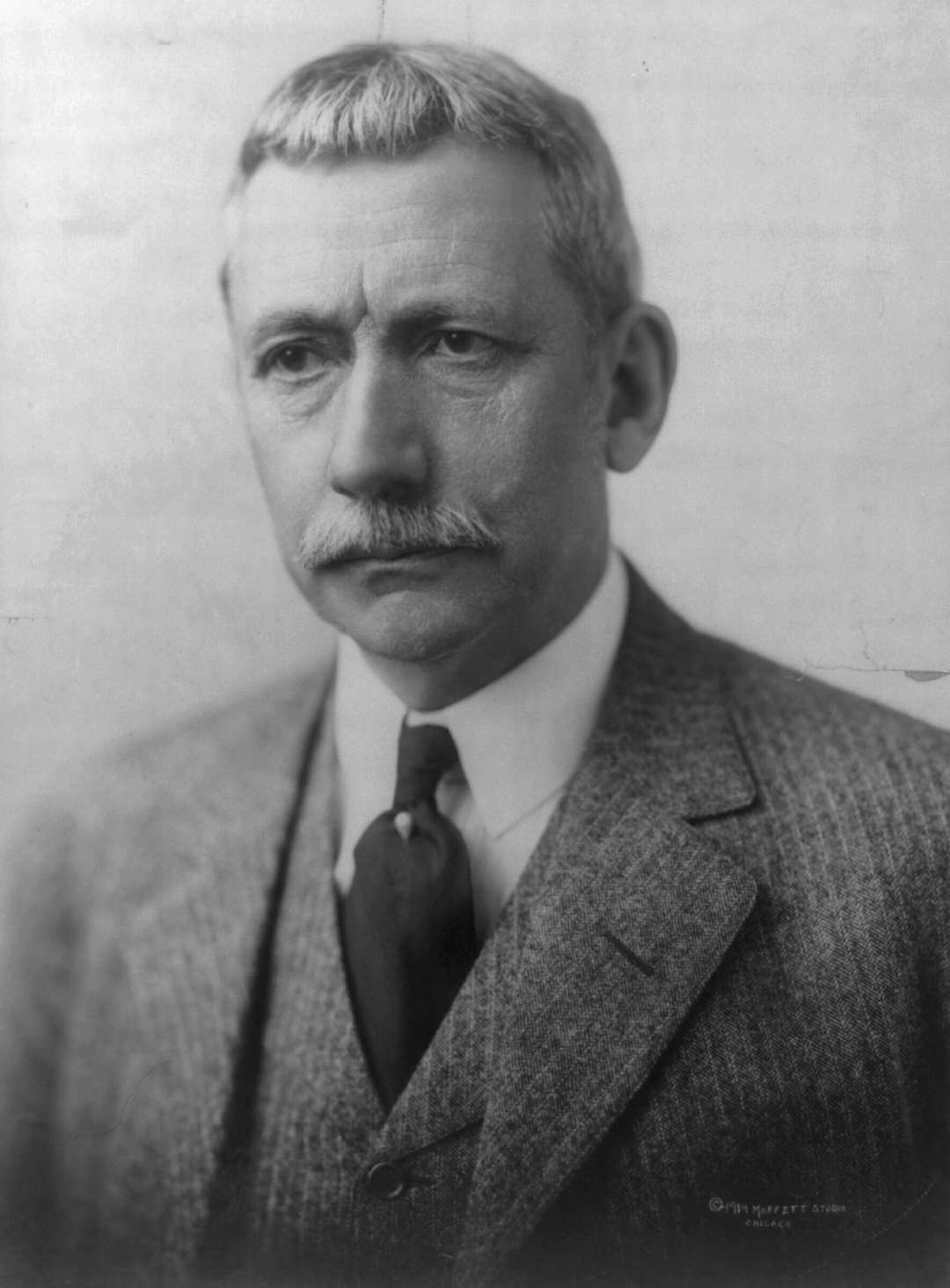
初代議長となったエリフ・ルート

英国側は翌1920年に王立国際問題研究所としてこの組織を早々に樹立するが、米国側では資金難からその設立が難航、ようやく1921年2月3日に「大調査」グループと、1918年6月に設立され、実業家、国際弁護士らが主宰していた資金力豊富なサロン「外交問題評議会」の合流が合意され、同年7月29日に評議会の名が残されて現在の外交問題評議会が総勢75名で発足することとなった。初代議長にはサロン時代の会長を務めていた元国務長官エリフ・ルートを迎えている。なお、この設立の際にメンバーは「米国市民に限るべき」という議論が旧外交問題評議会会員達から上がったことから、王立国際問題研究所とは袂を分かつこととなる。現在も会員は合衆国市民と永住権獲得者に限定されている。

### 活動
外交問題評議会の設立目的は「アメリカに影響を与えうる国際問題についての会議を継続的に行なう」とされた。現状分析と共に、国民世論の啓発に主眼が置かれたことが特色であり、この方針は現在でも継続されている。「議論においては特にメンバー間のコンセンサスを求めない」とはしているものの、穏健派的・国際主義的な論調が多いのが特徴と言える。このような性格のため、ウィリアム・ボラーなどの孤立主義者の参加をめぐり、会内で激しい抵抗が生じたこともあった。
外交問題評議会は当初は「研究グループ（Study Group）」「討論グループ（Discussion Group）」の二つのプログラムから構成された。のちに組織外の議論も啓発するべく、1922年9月には『フォーリン・アフェアーズ』誌が刊行されている。著名人を招待した講演会もたびたび企画され、同年秋にジョルジュ・クレマンソー元仏首相が招待されたことを皮切りに、継続的になされることとなった。1937年からは地方で国際問題を討議するフォーラムとして、「外交問題委員会（Committee on Foreign Relations）」が組織され、現在は約四十都市に展開されている。
第二次世界大戦中には国務省からの依頼を受け、「戦争と平和」研究プロジェクトと題された長期研究プロジェクトを組織、戦争の推移、および戦後秩序に関する調査研究を四つのグループで実施し、約700のメモランダムを作成・提出した。このときの調査メンバーの一部は後にサンフランシスコ講和会議にも出席している。戦後の復興期も各種の研究プロジェクトを設置し、『フォーリン･アフェアーズ』誌でも活発な議論を展開した。この時期の研究は戦後体制構築に知的な影響を与えたとされる。代表的なものとして、ジョージ・ケナンによる論文「ソ連の行動の源泉（X論文）」がある。同論文は『フォーリン・アフェアーズ』誌1947年7月号に掲載された。
また、1950年代には核戦略に関する研究プロジェクトを実施、当時のアイゼンハワー政権が提唱した「大量報復戦略」を批判し、核兵器・通常兵器を柔軟に運用する「制限戦争」を提言する調査報告をまとめた。この調査報告のとりまとめ役となった会員・ハーヴァード大学教授のヘンリー・キッシンジャーは『核兵器と外交政策』という題名の著書としてこの報告を発表し、同書は全米でベストセラーになるとともに、キッシンジャー自身の知名度も高めることとなった。なお、「大量報復戦略」をはじめて公言したジョン・フォスター・ダレス国務長官の演説もまた、1954年1月1日に外交問題評議会においてなされたものだった。
現在も約50名ほどの研究員を有しており、複数の研究プロジェクトを実施している。日本でも良く知られているマイケル・グリーン (政治学者)は元上席研究員である。また、『フォーリン・アフェアーズ』誌は米国および諸外国の主要政治家が外交ビジョンを発表する場として重要視されており、2008年の大統領選挙でも候補者として名が取りざたされたバラック・オバマ、ヒラリー・クリントン、ジョン・マケイン、ジョン・エドワーズ、ミット・ロムニーのいずれもが論文を寄せており、その影響力は無視できないとされる。

### 財源
資金源は会員会費、出版物収入、個人、財団などからの寄付などからなり、米国および他国政府からの金銭的補助を受けていない。現在の収入は企業会員からの会費が中心となっている。

### 会員・関係者
名誉会長はデイヴィッド・ロックフェラー。会長はリチャード・ハース（前国務省政策企画局長）。理事長はピーター・G・ピーターソン（元商務長官、ブラックストーン・グループ会長）。
- 2007年11月11日、ハースはCFRジャパン・プログラムのシンポジウム出席のため他のパネリストと共に来日している[6]。
- ピーターソンはソニーの企業買収仲介（コロンビア ピクチャーズ等）でも知られている。リーマン・ブラザーズ・クーン・ローブ会長職にあったが、ギリシャ系の人物であり、長いギリシャ風の姓（Petropoulos）を英語で通りの良い北欧系の姓に変えていると言う[7][8]。

会員数は約4000名であり、企業会員も多い。創立当初からの著名な会員として、ウォルター・リップマンやジョン・フォスター・ダレス（アイゼンハワー政権国務長官）、その弟でCIA長官を務めたアレン・ダレスなどがいる。社交クラブにユダヤ系アメリカ人の入会が認められていなかった頃より、かれらにその門戸を開いていたことでも知られている。
- 世界には、華麗な「雲上人脈」が形成されており、その人脈の基盤はキリスト教である[9]。 ロックフェラー家はキリスト教徒（バプテスト教会）。アメリカは、ブルー・ブラッド（Blue blood）、ビジネス・クラス（Business Class、大企業経営陣、高級官僚）、ミドル・クラス（Middle Class、大企業管理職層、自営業者、専門職）、ワーカー（Worker、残り全て）の4つの階層（階級）から成り立つと言う[10][注釈 2]。

「アメリカ政府中枢の外交問題評議会メンバー」の小項目にある通り、創立以来アメリカ政界にも会員は多く、ヒラリー・クリントンやジョン・マケインも会員を公言している。ノーベル平和賞を受賞したムハマド・ユヌスも会員として知られる。
- 2008年3月31日、バラック・オバマは会員ではないと発言している。

日本における会員・関係者としては、佐藤栄作首相の「密使」として知られる若泉敬や、長島昭久（上席研究員を経験）、International Advisory Board（IAB、国際諮問委員会）のメンバーには行天豊雄（元財務官）、小林陽太郎（三極委員会太平洋アジアグループ委員長）、緒方貞子（元国連難民高等弁務官）らがいる。また、橋本龍太郎は1996年9月24日、外交問題評議会（ニューヨーク）において講演を行った。

## 米国における外交問題評議会についての諸説
リバティ・ロビー（Liberty Lobby）の新聞であるThe Spotlightや、その後継誌American Free Pressなどのアメリカのインディペンデント系のプレスにとって、外交問題評議会はビルダーバーグ会議と並んで、民主的な手続きを介さず、国際的に重要かつ深刻な影響力を持つ政策を実質的に決定・実行している団体として長年攻撃の対象となっている。
- リバティ・ロビーの設立者はウィリス・カート（Willis Carto）[注釈 3]。

外交問題評議会に対する批判者としてジョン・バーチ・ソサエティ なども良く知られている。批判内容には事実誤認を含む場合もあるが一般のメディアで決して報道されていない活動内容が存在することは長年指摘されている。
ジェームズ・パーロフ（James Perloff）はジョン・バーチ・ソサエティの出版物において以下のように述べている。
- パーロフはジョン・バーチ協会の新聞『The New American』の寄稿者、米政府の政策の背後にある「秘密行動計画」研究のエキスパートと言われている[15][16]。

### 財閥との関係
イギリスの王立国際問題研究所はイギリスの勢力圏内に秘密結社として多数の円卓会議を結成して謀略活動に当たらせた。欧米各地の円卓会議のネットワークは、ロックフェラー、ロスチャイルド、モルガン商会、カーネギーなど当時の財閥を結びつける役割も果たした。
ニューヨークの外交問題評議会本部ビルはロックフェラー財閥関係者から寄付された。
- （※1945年以来使用されているハロルド・プラット・ハウスは、スタンダード石油の重役で会員だったハロルド・I・プラットの未亡人から寄贈されたものである。ジョン・ロックフェラー2世はこの邸宅の改装資金の寄付金集めに尽力している[3]。）

外交問題評議会のメンバーと、ロックフェラー財閥とモルガン財閥は、政府や有名大学、マスコミを支配して国際主義を浸透させるために、アメリカの伝統的文化基盤を徹底的に破壊した。

### 容共主義
設立者のハウス大佐は、国際社会主義思想のシンパだった。
サンフランシスコ講和会議には実に74名におよぶCFRメンバーがアメリカの人員として参加して、ロックフェラー財閥およびモルガン財閥の意思を代弁して、ソビエト支援のプロパガンダを行った。
第二次世界大戦後の共産圏の急拡大は、外交問題評議会が積極的に推進した。その目的はアメリカ、ソ連をそれぞれ中心とする冷戦体制の構築であり、世界分割だった。外交問題評議会の政策により、7億人がソビエト陣営に「売り渡された」。中国の国共内戦の際には、国務省内の会員が中国共産党を支援する政策を実施した。
- （※冷戦初期の米国外交が「容共的」だったことから、東欧や中国を失ったとする「東欧喪失論」「中国喪失論」は、反共タカ派の典型的な政権攻撃のプロパガンダとしても知られる。会員で、トルーマン政権の国務長官を務めたディーン・アチソンの項目なども参照。会員内にアルジャー・ヒスなどの共産主義に親和的な人物がいたことも事実だが、一方で対ソ不信を論じる意見も少なくなく、冷戦が顕在化する以前の1946年の時点の研究プロジェクトで米ソ協調路線を唱えた提言が廃案となっている[3]。）

レーシー・ジョーダン少佐は「フランクリン・ルーズベルト大統領の側近ハリー・ホプキンスは、意図的にソ連に原爆技術を移転した」とアメリカ議会委員会で宣誓供述した。ホプキンスは外交問題評議会会員だった（ソ連の原爆実験は1949年）。

### 影の世界政府
マーシャル・プランとNATO体制構築は、ヨーロッパの対米従属を確保する政策として、外交問題評議会会員であるジョージ・ケナン、ウォルター・リップマンらにより推進された。
イラン・コントラ事件など、CIAの謀略工作には外交問題評議会メンバーが関与していることが多い。
外交問題評議会はビルダーバーグ会議とも連携している。
外交問題評議会の政策目標のひとつとして、「国際連合世界政府」の権力と軍事力（＝国連平和維持軍）を、どの個々の国家も対抗できない水準に強化するとともに、アメリカ自身も含めて統治権と軍備を放棄させて「国際連合世界政府」のもとに全て移管させるという世界統一構想がある
ジミー・カーター政権下で、外交問題評議会はほぼアメリカ政府の権力機構を全般的に掌握した。アメリカの二大政党制の中枢は外交問題評議会によって強く結合されており、実質的な一党独裁を確立した。
- （※第二次大戦直後から冷戦の開始、朝鮮戦争、ベトナム戦争の開始時点までは外交問題評議会の外交政策フォーラムとしてのコンセンサス形成力は抜群であり、民主共和両党の外交エリートを集め、超党派主義で対共産主義の冷戦を戦い抜く基盤を作った。しかし、ベトナム戦争での国論分裂の時代から外交政策形成力は著しく低下している。日米欧委員会・外交問題評議会陰謀論は、いわゆる「ロックフェラー陰謀論」のバリエーションであるとする意見がある[19]。）

## National Program Officeと外交問題評議会
核攻撃を受けた際、政府機能をいかに維持するかという政策課題は冷戦期における各国安全保障の重要テーマだったが、1991年、CNNによって、レーガン政権下の1982年にthe Continuity of Operations(COO)/Continuity of government(COG)、もしくは通称the Dooms Day program （破局の日作戦）と呼ばれる計画の下、緊急事態発生時にアメリカ政府機能の維持管理を統括するNational Program Office（NPO)が秘密裏に設立されたとの報道がなされた。1980年代を通じて、COO/COGへの予算は急拡大し年間360億ドルが支出され、NPOは、大統領本人を欠いても政府を完全に機能させることが可能な強力な情報集中機能と、特別の指揮命令系統を持つとされた。
同NPOは冷戦終了後にも解体されず継続し、2001年のアメリカ同時多発テロ事件の際にブッシュ大統領はCOO/COGの実施を公式に宣言した。なお、COO/COGの監督運営メンバーは、CIA、国防総省、国務省の幹部であり、ほとんどが外交問題評議会の会員であるため、超法規的ながら公然と国家の全情報が集中するNPOが外交問題評議会の手中にあるとする意見もある。

## アメリカ政府中枢の外交問題評議会メンバー

### 大統領
- 31代 ハーバート・クラーク・フーヴァー
- 34代 ドワイト・D・アイゼンハワー
- 35代 ジョン・フィッツジェラルド・ケネディ
- 37代 リチャード・ミルハウス・ニクソン
- 38代 ジェラルド・ルドルフ・フォード
- 39代 ジェームズ・アール・カーター
- 41代 ジョージ・ハーバート・ウォーカー・ブッシュ
- 42代 ウィリアム・ジェファーソン・クリントン
- 43代 ジョージ・ウォーカー・ブッシュ

### CIA長官
- リチャード・ヘルムズ 1966年6月30日 - 1973年2月2日
- ジェームズ・R・シュレシンジャー 1973年2月2日 - 1973年7月2日
- ウィリアム・E・コルビー 1973年9月4日 - 1976年1月30日
- ジョージ・H・W・ブッシュ 1976年1月30日 - 1977年1月20日
- スタンズフィールド・ターナー退役海軍大将 1977年3月9日 - 1981年1月20日
- ウィリアム・J・ケーシー 1981年1月28日 - 1987年1月29日
- ウィリアム・H・ウェブスター 1987年5月26日 - 1991年8月31日
- ロバート・ゲイツ 1991年11月6日 - 1993年1月20日
- R・ジェームズ・ウルジー 1993年2月5日 - 1995年1月10日
- ジョン・M・ドイッチ 1995年5月10日 - 1996年12月15日
- ジョージ・J・テネット 1997年7月11日 - 2004年7月11日（2004年6月3日
- ジョン・E・マクラフリン 2004年7月11日 - 2004年9月24日
- ポーター・J・ゴス 2004年9月24日 - 2006年5月5日
- マイケル・ヘイデン 2006年5月5日 -

### 国防長官
- 6代 ニール・マッケロイ
- 8代 ロバート・マクナマラ
- 10代 メルビン・ライアード
- 11代 エリオット・リチャードソン
- 13代 ドナルド・ラムズフェルド
- 14代 ハロルド・ブラウン
- 15代 キャスパー・ワインバーガー
- 16代 フランク・カールッチ
- 17代 ディック・チェイニー
- 18代 レス・アスピン
- 19代 ウィリアム・ペリー
- 20代 ウィリアム・コーエン
- 21代 ドナルド・ラムズフェルド
- 22代 ロバート・ゲーツ

### 財務長官
- 56代 ロバート・バーナード・アンダーソン
- 57代 ダグラス・ディロン
- 58代 ヘンリー・ファウラー
- 60代 デイヴィッド・ケネディ
- 62代 ジョージ・シュルツ
- 63代 ウィリアム・サイモン
- 64代 マイケル・ブルーメンソール
- 65代 ウィリアム・ミラー
- 67代 ジェイムズ・ベイカー
- 68代 ニコラス・ブレイディ
- 69代 ロイド・ベンツェン
- 70代 ロバート・ルービン
- 72代 ポール・オニール
- 73代 ジョン・スノー
- 74代 ヘンリー・ポールソン

### 国務長官
- 47代 コーデル・ハル
- 48代 エドワード・ステティニアス
- 50代 ジョージ・マーシャル
- 51代 ディーン・アチソン
- 52代 ジョン・ダレス
- 53代 クリスチャン・ハーター
- 54代 ディーン・ラスク
- 55代 ウィリアム・ロジャース
- 56代 ヘンリー・キッシンジャー
- 57代 サイラス・ヴァンス
- 58代 エドマンド・マスキー
- 59代 アレクサンダー・ヘイグ
- 60代 ジョージ・シュルツ
- 61代 ジェイムズ・ベイカー
- 62代 ローレンス・イーグルバーガー
- 63代 ウォレン・クリストファー
- 64代 マデレーン・オルブライト
- 65代 コリン・パウエル
- 66代 コンドリーザ・ライス